# 전신설애니
《전신설애니》(转身说爱你)는 2015년 방송되었던 중국의 드라마이다.

## 소개
- 시공을 뛰어넘어 두 개의 인생을 선택할 수 있는 기회를 갖게 된 여주인공의 이야기를 그리는 드라마

## 등장 인물
- 최시원 - 송신희 역
- 왕뤄단 - 이명옥 역
- 원홍 (袁弘) - 우초호 역
- 장위천 (Jessie Chang) - 패패 역
- 선언 (宣言) - 아방 역
- 전자전 (田子田) - 사리 역
- 펑추이판 - 이국민 역
- 전청일 (战菁一) - 이소양 역
- 오초 (吴超) - 왕보군 역
- 정우진 (Eric) - 데이비드 역
- 신재연 (晨梓妍) - 진소빙 역
- 시대생 (施大生) - 우일승 역